# Акула-алігатор тихоокеанська
Акула-алігатор тихоокеанська (Echinorhinus cookei) — вид акул родини зоряношипі акули (Echinorhinidae) ряду катраноподібні (Squaliformes).

## Поширення
Акула-алігатор тихоокеанська поширена у субтропічних та помірно теплих водах Тихого океану біля східного узбережжя Австралії , Нової Зеландії), біля Японських та Гавайських островів, островів Океанії, біля американського континенту від Каліфорнії до Чилі. Населяє глибоководне дно на глибині до 100—650 м.

## Опис
У тихоокеанських акул-алігаторів м'яке, циліндричне тіло і коротка, злегка приплюснута голова. Ніздрі широко розставлені один від одного та оснащені маленькими закрилками. Ззаду очей є крихітні дихальця. По кутах широкого вигнутого рота розміщені короткі борозни. На верхній щелепі розміщено 21—25, а на нижній 20—27 зубних рядів. Зуби кинджалоподібні з невеликим центральним лезом, по бокам є до 3 латеральних зубців. У молодих акул латеральні зубці відсутні. У акул-алігаторів п'ять пар зябрових щілин, п'ята пара найдовша.
Бокова лінія має вид борозни. Грудні плавці короткі, Черевні плавці широкі з довгою основою. Спинні плавці маленькі, майже однакового раз міру. Анальний плавець відсутній. Хвостове стебло товсте, прекаудальні виїмки відсутні. Хвостовий плавець асиметричний, нижня лопать розвинута слабо.
Забарвлення коричневого або сірого кольору. Черево блідіше.
Максимальна зареєстрована довжина складає 4 м, а вага 266 кг.